# Snodenhoekpark
Het Snodenhoekpark is een klein park en een straat in de wijk Gaasperdam in Amsterdam-Zuidoost. Het park is gelegen ten zuiden van de Schoonhovendreef en ten noorden van De Hoge Dijk. Dwars door het park loopt het Steengroevenpad.
Het park is midden jaren 80 aangelegd, gelijktijdig met de wijk Reigersbos, onderdeel van Gaasperdam.
Het park is vernoemd naar de buurtschap Snodenhoek in de Overbetuwe.